# Coupe Dewar
La Coupe Dewar, aussi appelée Coupe Sheriff Dewar, est une compétition française de football à élimination directe, disputée annuellement entre 1899 et 1916.
La compétition est mise en place et dotée d'un trophée par Monsieur le shériff — charge d'adjoint au maire en Irlande — Dewar, industriel irlandais qui délègue à l'USFSA le soin d'organiser les rencontres. La Coupe est disputée presque exclusivement par des clubs parisiens. Populaire et considérée comme importante à ses débuts, elle devient de moindre importance à la fin des années 1900. Après une dernière édition qui prend fin péniblement en 1916, en pleine Première Guerre mondiale, sans jamais reprendre à la fin de celle-ci.
Sept clubs ont remporté la Coupe Dewar, les plus titrés étant le Standard Athletic Club, le Racing Club de France et le CA XIVe avec quatre titres.

## Historique

### Création et mise en place
Dans les années 1890, le football en France, en particulier à Paris, est l'apanage des Anglais. Pour favoriser l’éclosion des clubs de Français, M. Manier, président de Paris Star, créé en 1897 la Coupe Manier, compétition réservée aux clubs n'alignant pas plus de trois joueurs étrangers. En réaction, M. Dewar, industriel irlandais, décide de créer en 1898 une compétition dotée d'un trophée à son nom, appelée Coupe Sheriff Dewar ou plus simplement Coupe Dewar,. Dans son ouvrage Le football dans Paris et ses banlieues, Julien Sorez note que Sheriff est simplement le prénom de M. Dewar, tandis qu'une source d'époque indique que Sheriff était une fonction occupée par M. Dewar.
Une autre raison de la fondation de cette compétition est que les Britanniques de simple passage à Paris ne pouvaient pas prendre part aux compétitions officielles de l'USFSA et de la FSAF, à cause des délais de qualification des joueurs. La Coupe Dewar se veut alors ouverte à tous sans aucune restriction, les clubs pouvant même aligner dans leur équipe des joueurs d'autres clubs. La compétition se déroule en fin de saison, contrairement à la Coupe Manier, épreuve de début de saison. Sheriff Dewar délègue à l'USFSA le soin d'organiser les rencontres,. Le règlement prévoit qu'un club s'adjuge définitivement le trophée quand il gagne la Coupe soit trois fois consécutivement, soit quatre fois en tout. Le Standard AC se verra attribué le premier trophée en 1904 après sa quatrième victoire, le RC France remportera le deuxième en 1907 après sa troisième victoire consécutive, tandis que le troisième trophée mis en jeu ne sera jamais adjugé.

### Le Standard AC remporte le premier trophée (1899-1904)
| Édition | Vainqueur     |
| ------- | ------------- |
| 1899    | Standard AC   |
| 1900    | Club français |
| 1901    | Standard AC   |
| 1902    | Standard AC   |
| 1903    | United SC     |
| 1904    | Standard AC   |

La mise en place de la Coupe Dewar est annoncée dans le bulletin officiel de l'USFSA en août 1898. La première édition se tient donc en fin de saison 1898-1899 et est remporté par le Standard Athletic Club, vainqueur en finale de l'United Sports Club,. La deuxième édition est remportée le 9 avril 1900 par le Club français, qui réalise de surcroit le triplé championnat de Paris-Coupe Dewar-Coupe Manier,. Pour l'édition 1901, le Standard AC remporte son deuxième titre le 31 mars en battant le RC France par 3-0,. À cause de ce match et d'un calendrier surchargé, le Standard doit envoyer le même jour son équipe seconde disputer la dernière journée du championnat de Paris, que le club était toutefois assuré de remporter depuis deux journées. Le Standard réalise une saison pleine, remportant le championnat de France de l'USFSA deux semaines plus tard face au Havre AC. L'édition suivante est une nouvelle fois remportée par le Standard AC, par 1-0 en finale contre l'United SC grâce à un but de Wooley. L'organisation est délicate ; la partie, initialement prévue à Suresnes, est décalée au dernier moment à Levallois-Perret, ce qui empêche de nombreux spectateurs de venir assister à la rencontre. De surcroit, le terrain est envahie à plusieurs reprises par les spectateurs pendant le match,. Le photographe Jules Beau, considéré comme le premier reporter sportif, est présent le jour du match. Il prend plusieurs photos, dont les deux équipes avant le coup d'envoi.

Finale de la Coupe Dewar 1902
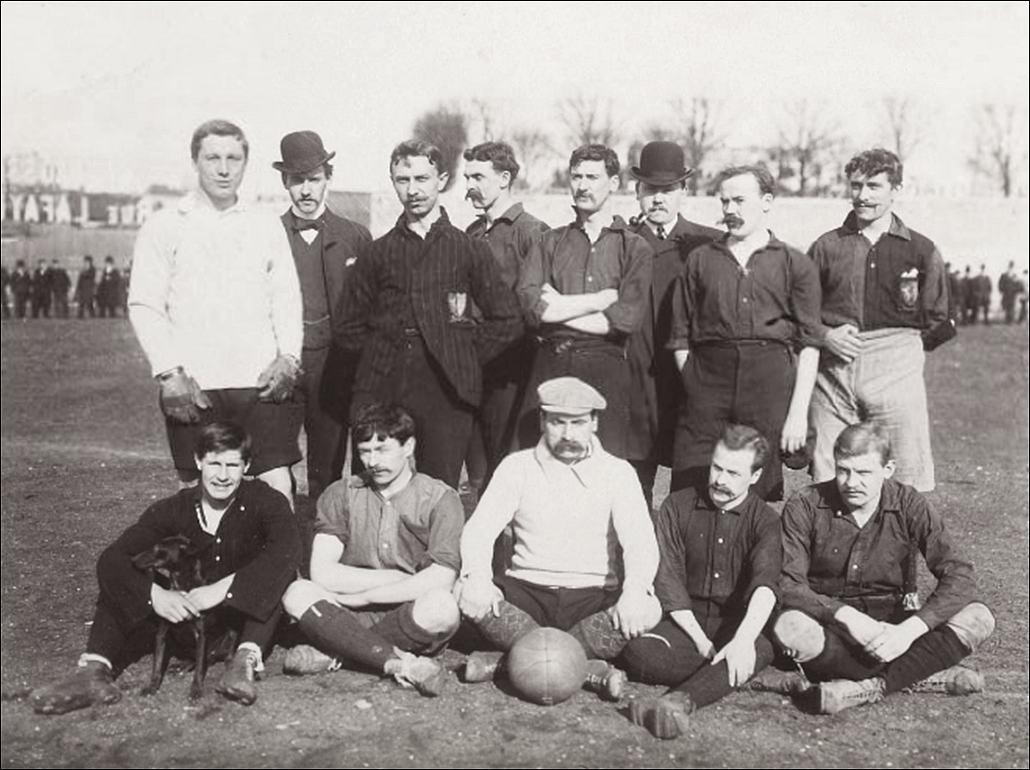
Équipe du Standard AC
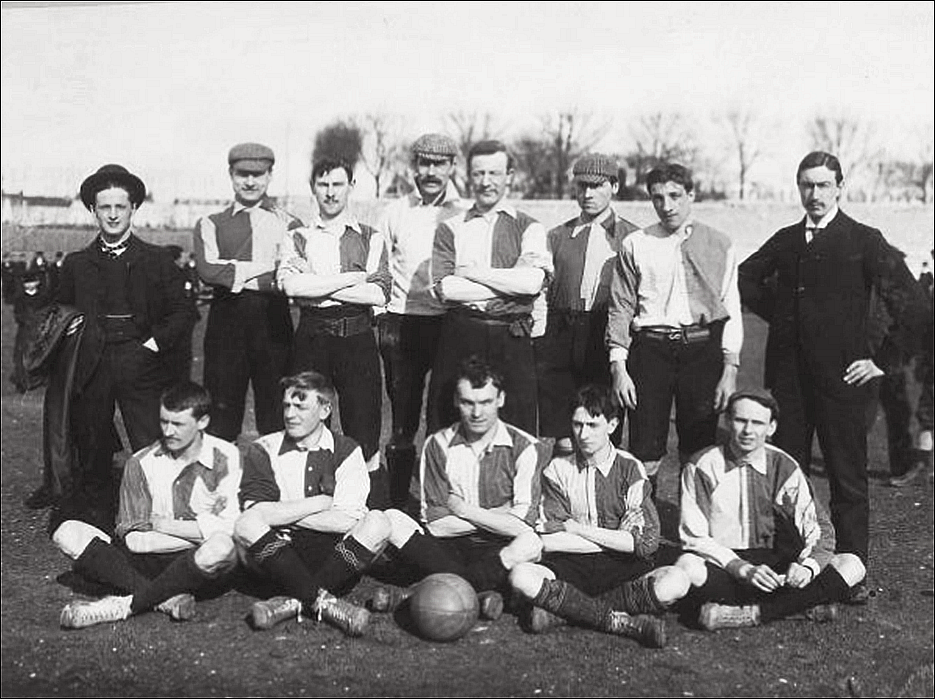
Équipe de l'United SC
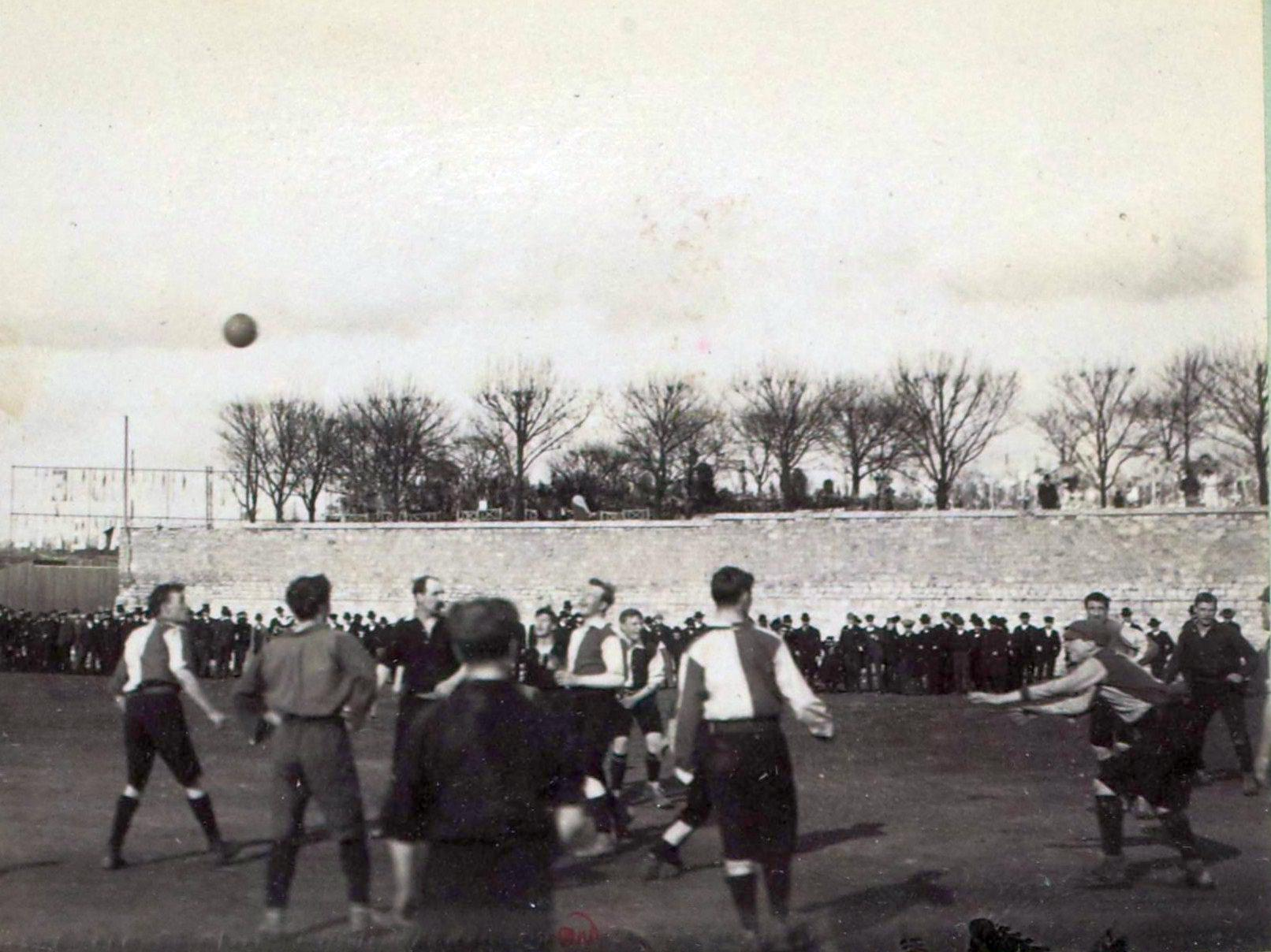
Action de jeu

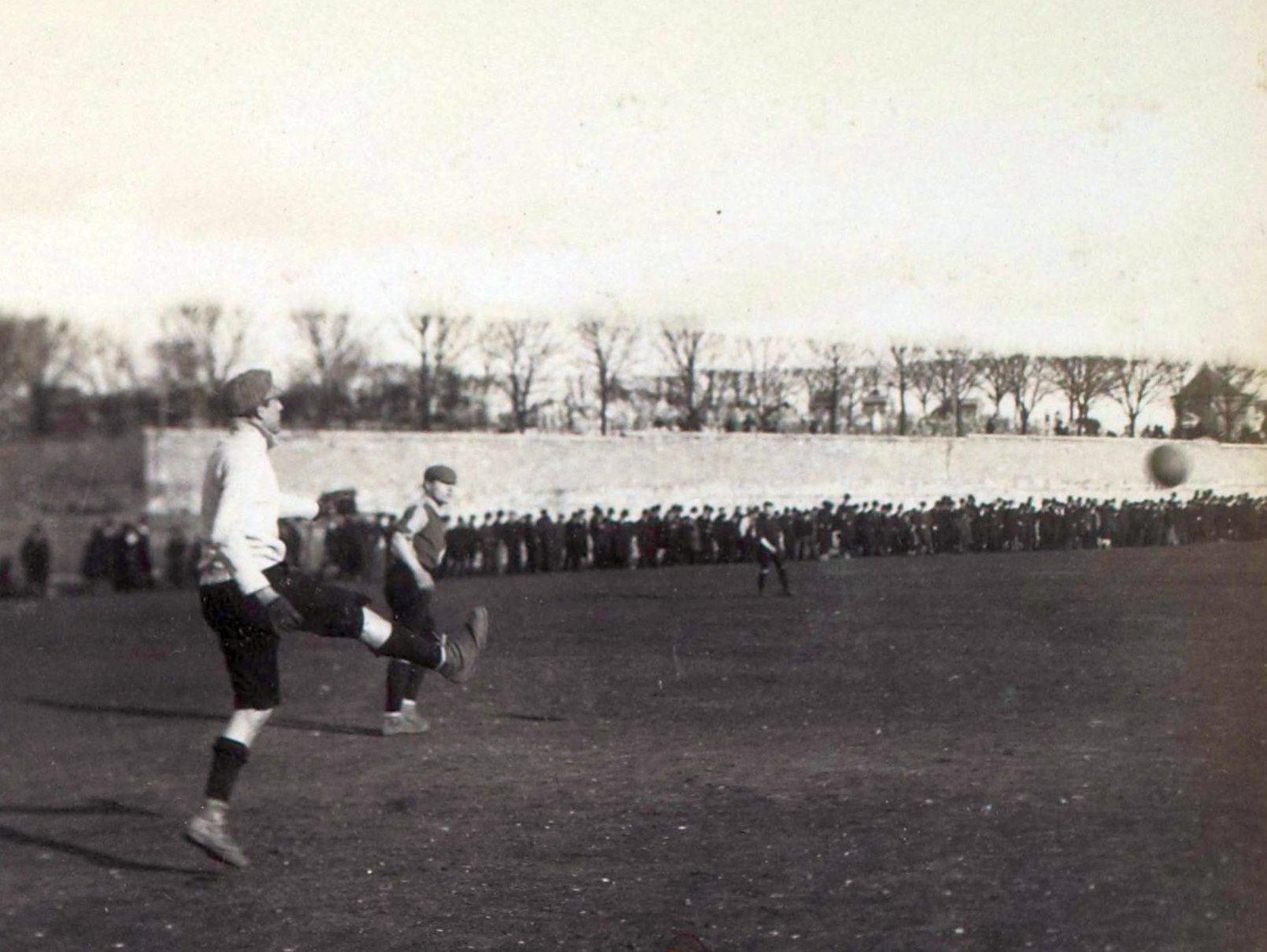
Action de jeu
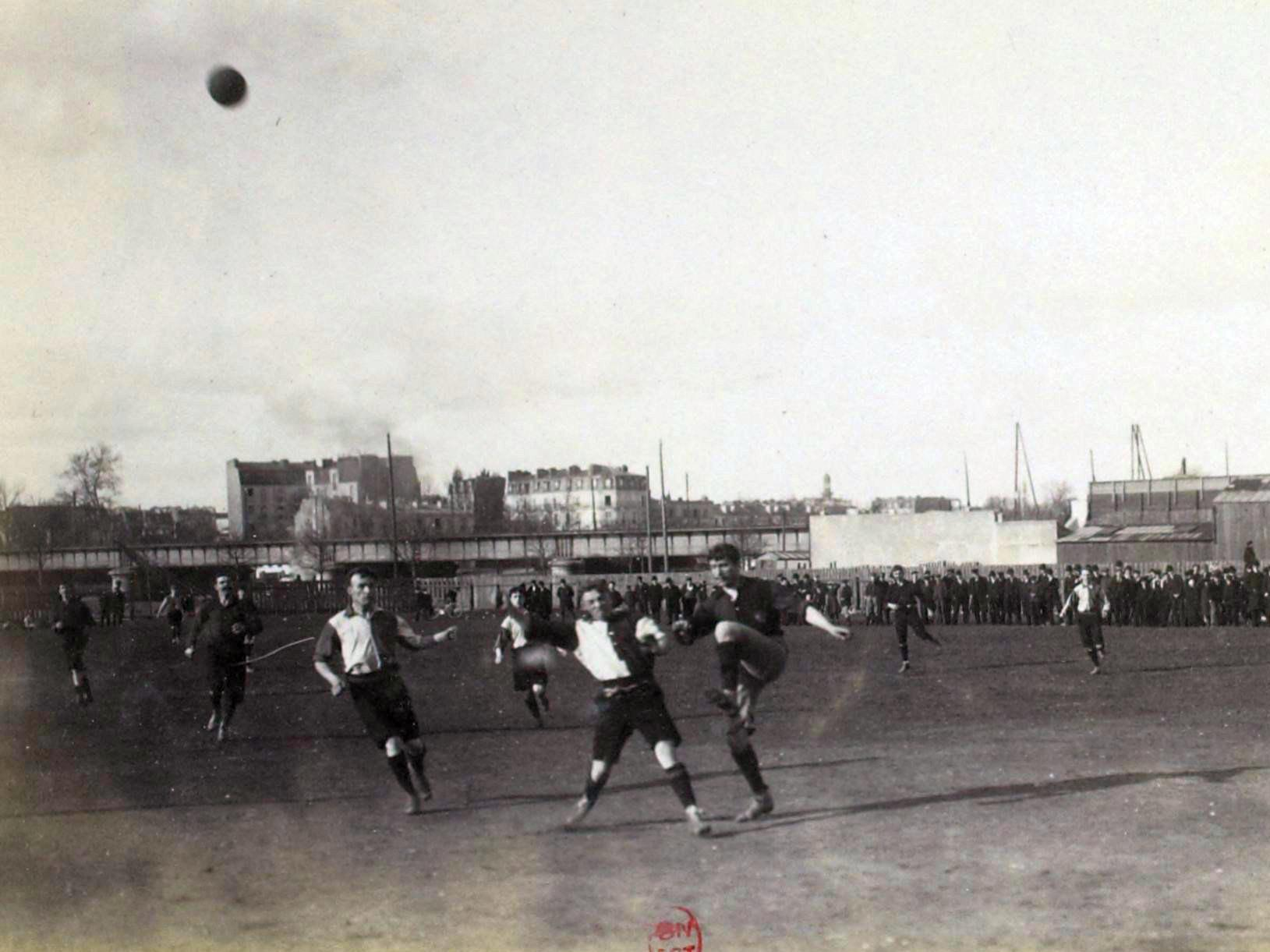
Action de jeu
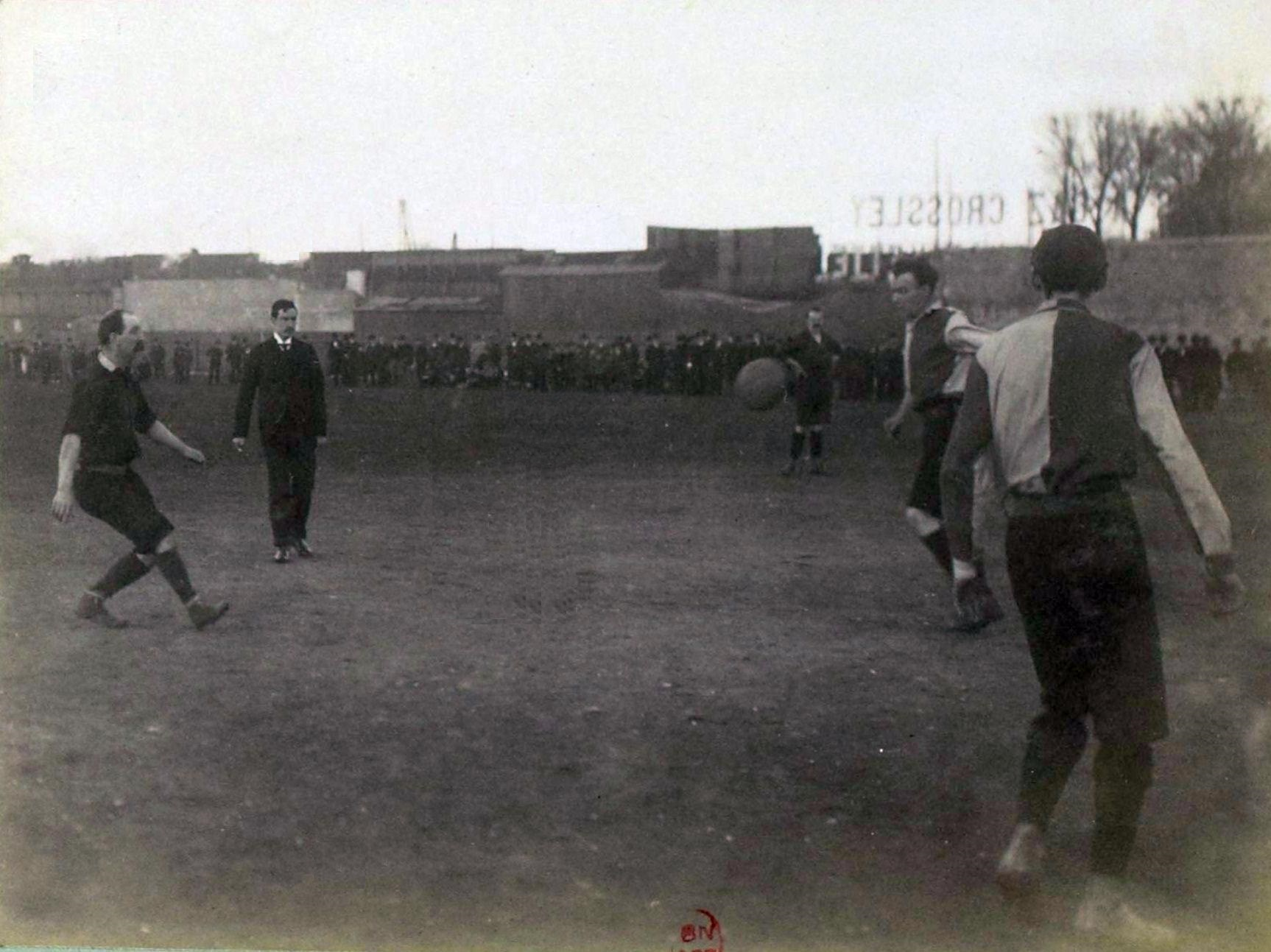
Action de jeu

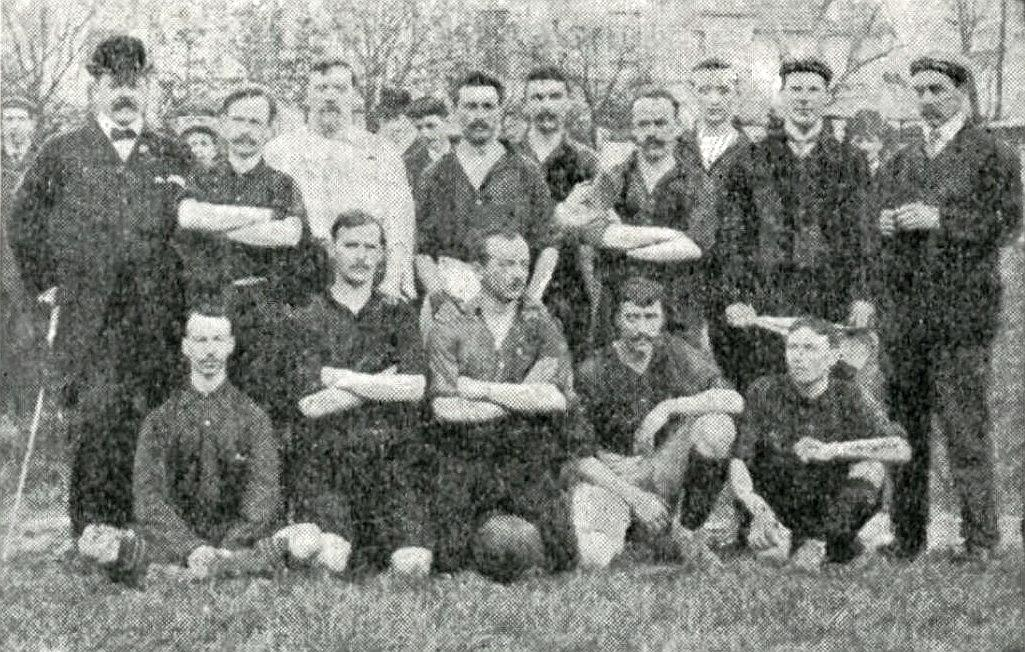
Le Standard AC, vainqueur de la coupe en avril 1904.

Lors de l'édition 1903, après deux défaites en finale, l'United SC, alors considérée comme la meilleure équipe française du moment, notamment grâce à son côté gauche Havercroft-Probert-Mainwaring, parvient à remporter son premier titre en battant 4-3 le Club français après prolongation,. Le Standard AC s'empare ensuite définitivement du trophée en remportant sa quatrième victoire lors de la Coupe Dewar 1904. Le club bat en finale le RC France par 2-1, dans une « partie disputée avec beaucoup d'acharnement »,.

### Le RC France remporte le deuxième trophée (1905-1908)
| Édition | Vainqueur |
| ------- | --------- |
| 1905    | RC France |
| 1906    | RC France |
| 1907    | RC France |
| 1908    | CA Paris  |

La finale a lieu le 16 avril 1905. L'US parisienne l'emporte par deux buts à zéro face au RC France, mais le Racing dépose réclamation, car l'US parisienne a fait jouer Mesnier, qui avait déjà joué en quart de finale avec le FC Paris. Il est dans un premier temps décider de faire rejouer la finale, mais les deux clubs font appel. Le litige est réglé par le Comité de Paris de l'USFSA, qui, par douze voix contre trois, décide d'appliquer le règlement et donne match perdu à l'US parisienne.
Le RC France remporte sa deuxième Coupe Dewar en 1906. Au stade de Charentonneau à Maison-Alfort, le Racing s'impose en finale face au Gallia Club par 2-1, après une partie « très acharnée ».
Le RC France a l'occasion de remporter définitivement le trophée lors de l'édition 1907. En effet, il atteint une nouvelle fois la finale, cette fois contre Olympique lillois, premier club provincial à s'engager dans la compétition, qui atteint la finale en allant battre notamment en demi-finale le Standard AC sur son terrain à Suresnes. Devant un millier de spectateurs, les Parisiens, récents champions de France, s'imposent face aux Nordistes sur un score incertain, la presse évoquant les résultats de 2-0 et de 4-0,.

Finale de la Coupe Dewar 1906
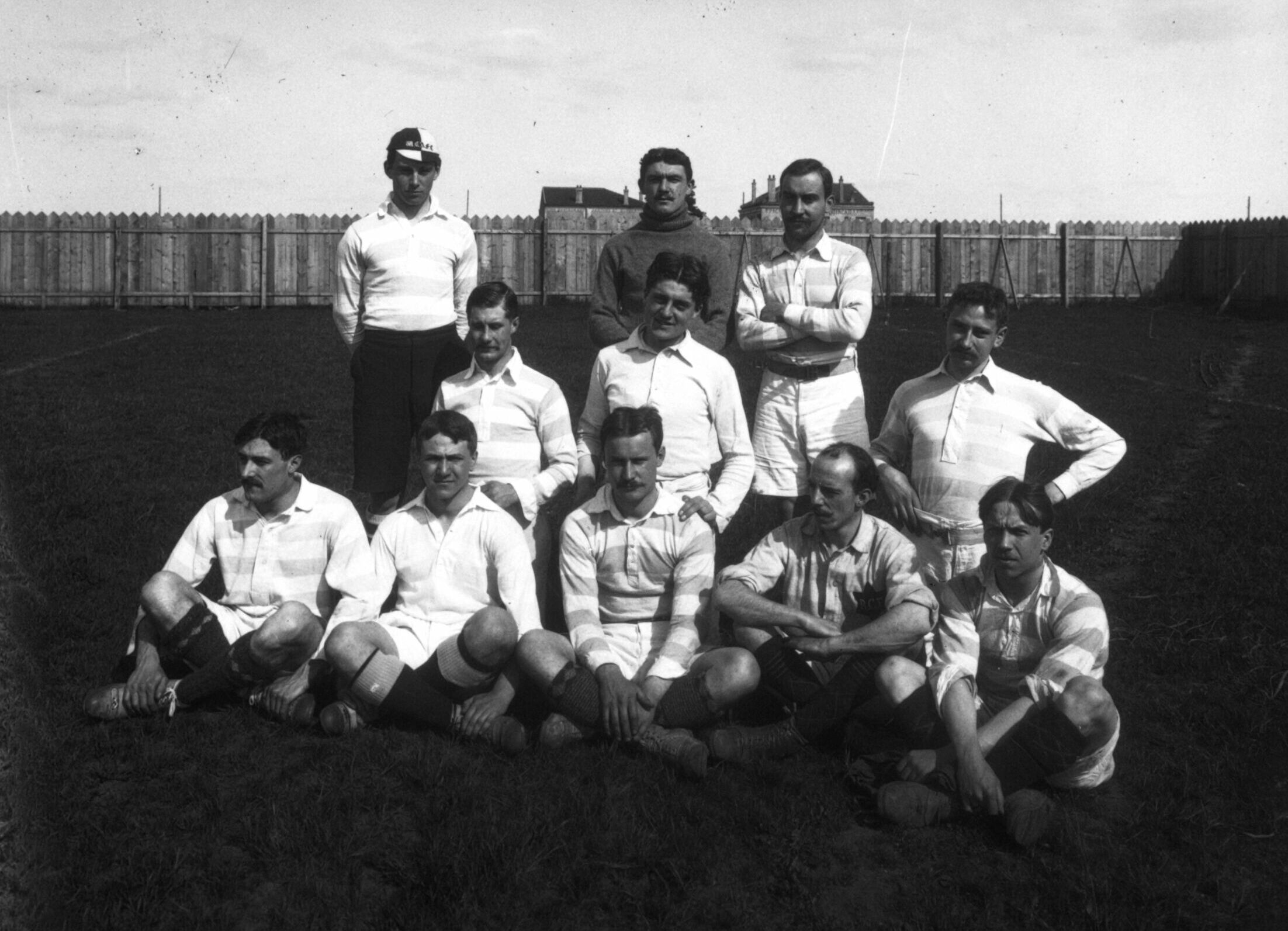
Équipe du RC France
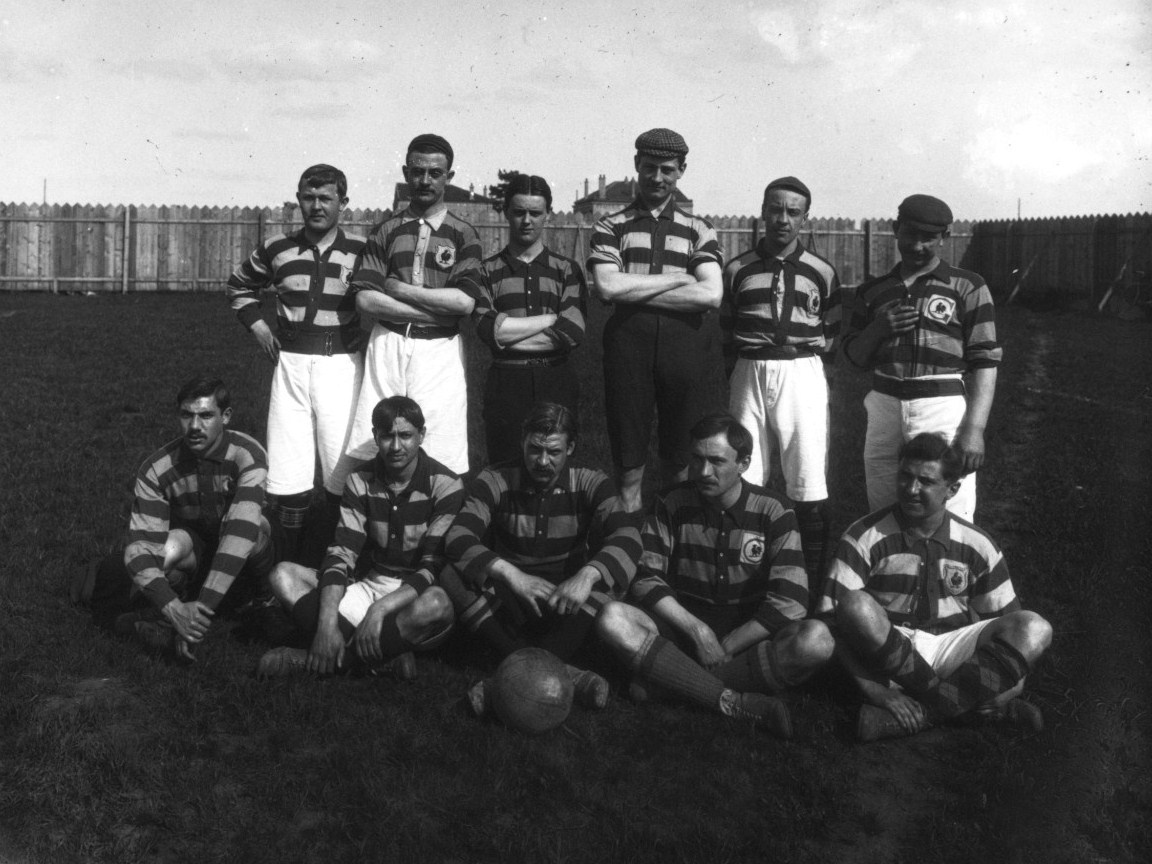
Équipe du Gallia Club

Le Racing Club de France, triple tenant du titre et de nouveau favori, est éliminé dès le premier tour de la Coupe Dewar 1908. L'élimination est toutefois de peu d'importance pour le club, qui doit défendre son titre de champion de France en mars et en avril, et qui s'est de plus engagé dans le Challenge international du Nord,. Le Cercle athlétique de Paris, nouvelle place forte du football parisien, se qualifie pour la finale aux dépens du Club athlétique du XIVe sur un coup du sort. Dans une deuxième prolongation, le gardien du CA XIVe, qui avait jusque-là arrêté de nombreux tirs, se tord le genou sur un arrêt. Privé de ses moyens, il laisse le CA Paris marquer quatre fois dans le dernier quart d'heure. Le CA Paris remporte ensuite en finale une « victoire méritée » face à l'AS française par 2-1.

### Déclin de la compétition (1909-1914)
| Édition | Vainqueur   |
| ------- | ----------- |
| 1909    | Gallia Club |
| 1910    | CA Paris    |
| 1911    | CA XIVe     |
| 1912    | RC France   |
| 1913    | CA XIVe     |
| 1914    | CA XIVe     |

La Coupe Dewar 1909, remportée par les coqs du Gallia Club[réf. nécessaire], commence à marquer le déclin de la compétition. Les clubs n'hésitent pas à envoyer leur équipe seconde, à jouer avec des équipes incomplètes et même à déclarer forfait. Dans le même temps, alors que la presse accorde de plus en plus de place au football dans ses colonnes, avec l'apparition de résumés des rencontres, celle-ci se concentre sur les matchs de championnats et les rencontres internationales, ne mettant que peu en valeur la Coupe Dewar dans ses colonnes. Le CA Paris confirme sa domination sur le football parisien en remportant l'édition 1910 dans son stade de Charentonneau, lieu de quatre des cinq dernières finales et un des premiers terrains spécialement conçu pour le football à Paris,,.

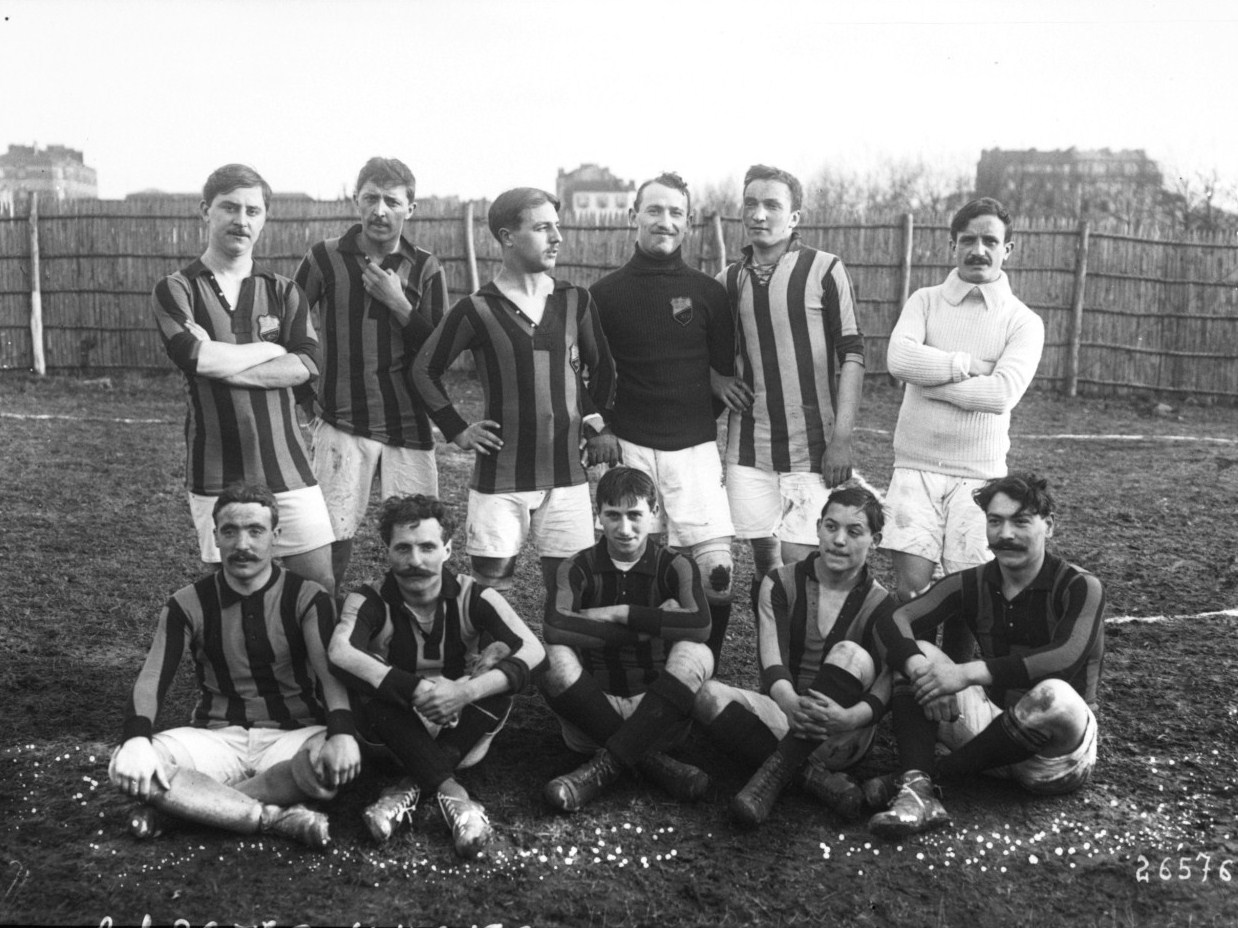
Le CA XIVe, ici en janvier 1913, remporte la Coupe Dewar en 1911, 1913 et 1914.

L'année 1910 est une année charnière pour le football parisien, avec la scission de l'USFSA opérée par cinq clubs de région parisienne pour former la Ligue de Football Association (LFA),,. Dorénavant, les clubs adhérant à la LFA ne participeront plus à la Coupe Dewar, dont le tenant du titre, le CA Paris, et un ancien vainqueur, l'United SC, devenu Union sportive suisse.
Entre 1911 et 1914, le Club athlétique du XIVe arrondissement remporte trois fois la Coupe Dewar,, tandis que le Racing Club de France remporte sa quatrième victoire cinq ans après ses trois succès consécutifs. Sur cette période, les trois premières finales ont lieu au stade de Colombes, la grande enceinte ouverte en 1907,, avant qu'elle ne se joue au stade de la Rue Olivier-de-Serres à Paris. Les deux premiers tours de la Coupe Dewar 1911 sont symptomatiques du manque d'intérêt que suscite désormais la compétition chez les clubs. Le Club français, le RC France et l'Union sportive de Clichy jouent avec des remplaçants, l'AS française présente une équipe incomplète, tandis que le Stade français, le Sporting Club amical et le Paris Université Club envoient leur équipe seconde,. Seuls sept clubs s'inscrivent pour l'édition 1912, dont seulement cinq des douze clubs de première série du championnat de Paris. Pour son match du premier tour, le journaliste du Le Matin note même que l'équipe du RC France, composée de remplaçants, semble « peu préoccupée par la compétition ». Le journal accorde tout de même un long résumé à la finale remportée par le RC France aux dépens du Club français.
Lors de l'édition 1913, le Club français, après avoir échoué dans sa quête du titre de champion de Paris en terminant troisième à seulement un point de la première place, espère se consoler avec la Coupe Dewar. Mais le club s'incline en finale contre le CA XIVe,, qui remporte également la Coupe Dewar 1914, face à l'Union sportive et amicale de Clichy,. Preuve de l'agonie de la compétition, le journaliste de La Vie sportive du Nord et du Pas-de-Calais note qu'« après avoir été l'une des épreuves les plus disputées, l'une des coupes enviées de la région parisienne », elle n'est plus qu'« une épreuve de consolation du championnat de Paris, qui se dispute annuellement au milieu de l'indifférence générale ».

### Fin de la Coupe Dewar (1915-1916)
| Édition | Vainqueur      |
| ------- | -------------- |
| 1915    | Stade français |
| 1916    | CA XIVe        |

Le déclenchement de la Première Guerre mondiale en août 1914 met fin aux différents championnats organisés en France. Chaque fédération met toutefois en place ses propres compétitions le temps du conflit. L'USFSA organise notamment une Coupe nationale, jouée sous forme de championnat, et une Coupe des Alliés, à destination des équipes de toutes les fédérations. Malgré ces bouleversements et sa baisse de réputation, la Coupe Dewar continue d'être disputée. Le Stade français remporte l'édition 1915, disputée par seulement cinq clubs, en battant l'AS française après prolongations dans un match « très disputé »,. Pour la première fois, une Coupe Dewar est aussi organisés pour les équipes secondes. L'AS française se console avec son équipe seconde, qui remporte la compétition.
La Coupe Dewar 1916 est la dernière édition de la compétition, qui a du mal à se conclure.Dans L'Ouest-Éclair daté du 22 juin 1916, le journaliste mentionne que la saison de football n'est toujours pas terminée, et que notamment les demi-finales de la Coupe Dewar restent encore à disputer.
La finale se tient finalement le 24 septembre 1916 au stade de Charentonneau et se conclut sur la victoire du CA XIVe face au Gallia Club sur le score de 1-0.

## Organisation
Les matchs de la Coupe Dewar étaient organisés par l'Union des sociétés françaises de sports athlétiques. La Coupe était disputée sous forme de tournoi à élimination directe. Le nombre de clubs participants a varié au cours de l'histoire de la Coupe, allant jusqu'à quatorze pour l'édition 1910. La quasi-totalité des clubs participants faisaient partie des première et deuxième séries du championnat de Paris de l'USFSA. Le seul club ne venant pas de région parisienne à avoir pris part à la compétition est l'Olympique lillois, lors de l'édition 1907, qui évoluait alors en première série du championnat du Nord. La Coupe Dewar était une épreuve de fin de saison. Les matchs avaient lieu entre mi-février et mi-avril, voire début-mai. La finale avait généralement lieue après la fin du championnat de Paris.
Le Challenge qui la dote devient -initialement- la propriété définitive du club qui remporte la coupe trois fois de suite, ou bien cinq fois en tout. Pour l'avoir gagné quatre fois, le Standart AC en devient, finalement, le propriétaire initial; le shériff Deward tient alors sa promesse de mettre en jeu un nouveau challenge (triplé du RC France de 1905 à 1907).

## Palmarès

### Palmarès par édition
| Édition | Vainqueur       | Finaliste         | Score      | Lieu de la finale ou du barrage          |
| ------- | --------------- | ----------------- | ---------- | ---------------------------------------- |
| 1899    | Standard AC     | United SC         | 1 – 0      | Île Saint-Germain                        |
| 1900    | Club français   | United SC         | 2 – 1      | Haras de Suresnes                        |
| 1901    | Standard AC (2) | RC France         | 3 – 0      | Place Collange, Levallois-Perret         |
| 1902    | Standard AC (3) | United SC         | 1 – 0      | Place Collange, Levallois-Perret         |
| 1903    | United SC       | Club français     | 4 – 3 ap   | Le Vésinet                               |
| 1904    | Standard AC (4) | RC France         | 2 – 1      | Terrain du FC Paris, Joinville-le-Pont   |
| 1905    | RC France       | US parisienne     | tapis vert | Parc des Princes, Paris                  |
| 1906    | RC France (2)   | Gallia Club       | 2 – 1      | Stade de Charentonneau, Maisons-Alfort   |
| 1907    | RC France (3)   | Olympique lillois | 2 – 0      | Stade de Charentonneau, Maisons-Alfort   |
| 1908    | CA Paris        | AS française      | 2 – 1      | Hippodrome de Vincennes, Vincennes       |
| 1909    | Gallia Club     | AS française      | 5 – 0      | Stade de Charentonneau, Maisons-Alfort   |
| 1910    | CA Paris (2)    | Gallia Club       | 3 – 1      | Stade de Charentonneau, Maisons-Alfort   |
| 1911    | CA XIVe         | US Clichy         | 1 – 0      | Stade de Colombes, Colombes              |
| 1912    | RC France (4)   | Club français     | 3 – 1      | Stade de Colombes, Colombes              |
| 1913    | CA XIVe (2)     | Club français     | 4 – 2      | Stade de Colombes, Colombes              |
| 1914    | CA XIVe (3)     | USA Clichy        | 5 – 1      | Stade de la Rue Olivier-de-Serres, Paris |
| 1915    | Stade français  | AS française      | 3 – 2 ap   | Stade de la Rue Olivier-de-Serres, Paris |
| 1916    | CA XIVe (4)     | Gallia Club       | 1 – 0      | Stade de Charentonneau, Maisons-Alfort   |

### Palmarès par titre
| Titres | Club           | Éditions               |
| ------ | -------------- | ---------------------- |
| 4      | Standard AC    | 1899, 1901, 1902, 1904 |
| 4      | RC France      | 1905, 1906, 1907, 1912 |
| 4      | CA XIVe        | 1911, 1913, 1914, 1916 |
| 2      | CA Paris       | 1908, 1910             |
| 1      | Club français  | 1900                   |
| 1      | United SC      | 1903                   |
| 1      | Gallia Club    | 1909                   |
| 1      | Stade français | 1915                   |